# Soutochao
Soutochao (llamada oficialmente Santa María de Soutochao) es una parroquia y un lugar del municipio español de Villardevós, en la provincia de Orense, Galicia.

## Organización territorial
La parroquia está formada por tres entidades de población:
- Rejosende (Rexosende)
- Soutochao
- Tomonte

## Demografía

### Parroquia
| Gráfica de evolución demográfica de Soutochao (parroquia) entre 2000 y 2023 |
|                                                                             |
| Datos según el nomenclátor publicado por el INE.                            |

### Lugar
| Gráfica de evolución demográfica de Soutochao (lugar) entre 2000 y 2023 |
|                                                                         |
| Datos según el nomenclátor publicado por el INE.                        |